# Dante Zucchi
Dante Zucchi (Màntua, ? - ?) fou un tenor italià.
Estudià amb Carlo Montanari a la Regia Scuola di Musica de Parma. Va fer el debut professional al Teatro San Carlo de Nàpols, i des de llavors va actuar a tots els teatres més importants d'Itàlia i Europa en general, incloent el Gran Teatre del Liceu, la Scala i el Covent Garden, on va donar una especialment bona impressió com a Spoletta a Tosca. També va actuar a Filadèlfia amb la Metropolitan Opera.